# أورسولا هول

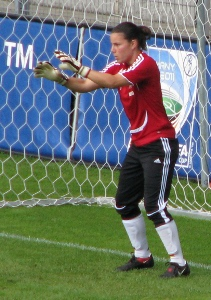
أورسولا هول

أورسولا هول (بالألمانية: Ursula Holl) من مواليد (26 يونيو 1982) في فورتسبورغ، هي لاعبة كرة قدم ألمانية تلعب في مركز حارسة مرمى ، وتلعب حاليا كحارسة احتياطية لمنتخب ألمانيا لكرة القدم للسيدات.

## روابط خارجية
- أورسولا هول على موقع الاتحاد الدولي (مؤرشف)  (الإنجليزية)
- أورسولا هول على موقع الاتحاد الأوربي (الإنجليزية)
- أورسولا هول على موقع قاعدة بيانات كرة القدم.إي يو (الإنجليزية)
- أورسولا هول على موقع Soccerway.com (الإنجليزية)
- أورسولا هول على موقع عالم كرة القدم.نت (الإنجليزية)
- أورسولا هول على موقع أوليمبيديا (الإنجليزية)